# Chúc Tự Đan
Chúc Tự Đan (giản thể: 祝绪丹, phồn thể: 祝緒丹, bính âm: Zhù Xù Dān) là nữ diễn viên, ca sĩ, người mẫu người Trung Quốc. Tốt nghiệp Học viện Hý kịch Trung ương, từng trực thuộc công ty giải trí Truyền thông Gia Hành . Được biết tới qua vai diễn Huyền Nữ trong Tam sinh tam thế thập lý đào hoa (phim truyền hình) và Chu Chỉ Nhược trong Ỷ Thiên Đồ Long Ký (phim truyền hình 2019)

## Tiểu sử
Chúc Tự Đan bắt đầu học khiêu vũ từ năm 6 tuổi, và được nhận vào một trường cao đẳng chuyên nghiệp để tiếp tục học sau khi tốt nghiệp trung học cơ sở. Năm 18 tuổi, lúc đang đi mua sắm trên phố cùng mẹ mình, cô đã được mời quay quảng cáo, vì vậy khi chọn chuyên ngành lúc nhập học, cô đã chọn diễn xuất. Năm 2011, cô làm người mẫu cho tạp chí Mina. Tháng 3 năm 2012, cô nằm trong trong top sáu của chương trình tìm kiếm tài năng trực tuyến Tôi là hoa khôi học đường mùa đầu tiên, tháng 7 cùng năm, cô đã ký hợp đồng và trở thành nghệ sĩ trực thuộc Le.com.

## Sự nghiệp
Tháng 12 năm 2013, cô tham gia phim mini-series ba tập Ngọa Để Tiền Truyện: Tỷ Muội Thiên, vai Tiểu Mỹ bị bắt cóc trong phim.
Từ cuối năm 2014 đến 2015, đóng chung với Chu Thiết Nam trong tiểu phẩm cà phê do Đài Phát thanh và Truyền hình Thanh Đảo sản xuất, trong đó The City of Lost Souls  và Ái Thần Chi Dạ đều giành được giải thưởng Kim Hải Đường lần thứ 2 tại Liên hoan  phim nghệ thuật Micro châu Á.
Năm 2016, diễn vai công chúa Đoan Mẫn trong Tịch Mịch Không Đình Xuân Dục Vãn, diễn vai nữ chính một phần trong series Thần thám nội trợ cô gái tháng năm Thu Thủy; ngày 5 tháng 1 gia nhập Truyền thông Gia Hành.
Năm 2017, cô đóng vai phản diện Huyền Nữ trong bộ phim truyền hình Tam sinh tam thế thập lý đào hoa, thu hút sự chú ý ; tháng 4, cô đóng vai chính trong bộ phim thanh xuân Chào Em, Như Hoa trong vai một Lỗ Như Hoa chăm chỉ. Đây là vai nữ chính đầu tiên của Chúc Tự Đan, cô ấy đã quay khoảng 400 cảnh trong một chu kỳ quay phim ngắn, và cô ấy có hơn mười giờ làm việc mỗi ngày . Sau đó, cô đóng vai chính trong bộ phim cổ trang giả tưởng Họa Tâm Sư vai Sầm Hoan, người ngoài lạnh trong nóng, hầu hết các cảnh trong phim đều có những cảnh võ thuật, rất nguy hiểm. về cơ bản là chiến đấu trực tiếp . Tháng 10 cùng năm, trong bộ phim thần tượng Nghìn lẻ một đêm, cô vào vai Châu Tâm Nghiên cao ngạo.
Năm 2018, Người đàm phán do Chúc Tự Đan đóng được phát sóng vào khung giờ vàng của đài truyền hình vệ tinh Hồ Nam, cô đóng vai Thương Bích Thần, một tiểu bạch thỏ đang làm việc một mình ở Thượng Hải.
Năm 2019, đóng vai một trong những nữ chính, Chu Chỉ Nhược trong phiên bản mới của bộ phim truyền hình Ỷ Thiên Đồ Long Ký dựa theo tiểu thuyết cùng tên của Kim Dung , giành được nhiều lời khen ngợi. Chu Tử Đan cố ý xuyên không về phiên bản trước trước khi đóng vai này. "Tôi không muốn đặt cho mình quá nhiều sự sắp đặt. Tôi muốn diễn theo ý mình. Nhưng khi tôi còn trẻ, tôi cũng đã xem phiên bản trước.  Đóng vai chính trong Tình yêu trong một thành phố sa ngã vai Cố Uyển Ngưng, một nữ sinh viên đại học mềm mại bên ngoài và mạnh mẽ bên trong. Đóng vai chính trong Thợ săn Tâm Trạch Cùng diễn viên Hầu Minh Hạo và Lưu Đông Thấm, trong vai một đại tiểu thư Nguyên Mộ Thanh dễ thương và gan dạ cùng chuyện tình ngọt ngào của cô với giang thước Hầu Minh Hạo và phá hàng loạt vụ án bằng cách đi vào trong tâm trạch con người..
26 tháng 8 năm 2020, bộ phim mạng Lập trình viên đáng yêu do cô cùng Hình Chiêu Lâm đóng chính bắt đầu quay, trong phim cô vào vai Lục Ly, một nữ lập trình viên. Ngày 23 tháng 11, bộ phim trinh thám Thợ săn tâm trạch cô hợp tác cùng Hầu Minh Hạo được phát sóng trên iQIYI, trong phim cô đóng vai Nguyên Mộ Thanh, một Đại tiểu thư vừa ngây thơ vừa kiêu ngạo. Ngày 31 tháng 12, cô tham gia Lễ đón giao thừa của CCTV Khải hàng 2021.
Ngày 10 tháng 5 năm 2021, bộ phim cổ trang Ngộ Long cô hợp tác cùng Vương Hạc Đệ chính thức phát sóng, trong phim cô diễn vai Lưu Huỳnh.

## Danh sách phim

### Micro phim
| Năm  | Tên                    | Tên gốc        | Vai             | Ghi chú   |
| ---- | ---------------------- | -------------- | --------------- | --------- |
| 2014 | Long Đàm mộng          | 龙潭梦         | Linh Nhi        | [ 15 ]    |
| 2014 | The City of Lost Souls | 晚安，陌生人   | Nàng            | Tiểu phẩm |
| 2015 | Ái Thần Chi Dạ         | 爱神之夜       | Châu Châu       | Vai chính |
| 2015 | Đồng Học Hội           | 同学会         | Thạch Hải Thiên | Vai chính |
| 2015 | Madan's Wet Dream      | 马旦儿的青春期 | Tiêu Tiêu       | Vai chính |
| 2015 | Kẻ hủy diệt hội nghị   | 会议终结者     | Diêu Hiểu Hi    | Vai chính |

### Phim truyền hình
| Năm  | Tên                                       | Tên gốc          | Vai                                                        | Ghi chú     |
| ---- | ----------------------------------------- | ---------------- | ---------------------------------------------------------- | ----------- |
| 2013 | Ngọa Để Tiền Truyện: Tỷ Muội Thiên        | 卧底前传之姐妹篇 | Tiểu Mỹ                                                    | Mini-series |
| 2014 | Kẻ thất bại 3                             | 屌丝男士3        | Nhân viên cửa hàng nội y                                   |             |
| 2015 | Tâm toái cấp chẩn thất                    | 心碎急诊室       | Lý Hân Dao                                                 |             |
| 2015 | Wonder Lady 4                             | 极品女士第四季   | Mỹ nữ                                                      | Phim mạng   |
| 2015 | Linh hồn bãi độ 2                         | 灵魂摆渡2        | Tiểu Ngư                                                   | Phim mạng   |
| 2016 | Thần thám nội trợ                         | 煮妇神探         | Thu Thủy                                                   | [ 17 ]      |
| 2016 | Tịch Mịch Không Đình Xuân Dục Vãn         | 寂寞空庭春欲晚   | công chúa Đoan Mẫn                                         | Vai phụ     |
| 2017 | Tam sinh tam thế thập lý đào hoa          | 三生三世十里桃花 | Huyền Nữ                                                   | [ 5 ]       |
| 2017 | Họa Tâm Sư                                | 画心师           | Sầm Hoan                                                   | Phim mạng   |
| 2017 | Chào Em, Như Hoa                          | 囧女翻身之嗨如花 | Lỗ Như Hoa                                                 | Phim mạng   |
| 2018 | Người đàm phán                            | 谈判官           | Thương Bích Thần                                           | [ 20 ]      |
| 2018 | Nghìn lẻ một đêm                          | 一千零一夜       | Châu Tâm Nghiên                                            |             |
| 2019 | Anh hùng quyết                            | 英雄诀           | Chương Tê Tê                                               | [ 21 ]      |
| 2019 | Ỷ Thiên Đồ Long Ký                        | 倚天屠龙记       | Chu Chỉ Nhược                                              | [ 7 ]       |
| 2020 | Thợ săn Tâm Trạch                         | 心宅猎人         | Nguyên Mộ Thanh                                            | Phim mạng   |
| 2021 | Ngộ Long                                  | 遇龙             | Lưu Huỳnh / Nguyễn A Du / Phong Trần Nguyệt / Cố Khinh Yên | Phim mạng   |
| 2021 | Lập trình viên đáng yêu                   | 程序员那么可爱   | Lục Ly                                                     | Vai chính   |
| 2024 | Liệt Diễm                                 | 烈焰             | A Lam                                                      | Vai chính   |
| 2024 | Hồ yêu tiểu hồng nương: Nguyệt hồng thiên | 狐妖小红娘月红篇 | Bố Thái                                                    |             |
| 2024 | Lưu Quang Dẫn                             | 流光引           | Hàn Tử Tình                                                | Vai chính   |
| 2024 | Vĩnh Dạ Tinh Hà                           | 永夜星河         | Mộ Dao                                                     | Vai chính   |
| TBA  | Thư Quyền Nhất Mộng                       | 书卷一梦         | Tống Nhất Đinh                                             | Vai phụ     |

### Game show
| Năm  | Kênh          | Tên chương trình            | Tập    | Ghi chú            |
| ---- | ------------- | --------------------------- | ------ | ------------------ |
| 2019 | Mango TV      | Hương thôn hợp hỏa nhân     | Tập 10 | Khách mời          |
| 2019 | Tencent Video | Sáng tạo doanh 2019         | Tập 8  | Khách mời          |
| 2019 | Tencent Video | Diễn viên mời vào chỗ       | 10 tập | Thành viên cố định |
| 2019 | Tencent Video | Hội thao siêu sao           | 5 tập  | Thành viên cố định |
| 2021 | IQIYI         | Người chiến thắng cuối cùng | Tập 7  | Khách mời          |

## Giải thưởng và đề cử
| Năm  | Giải thưởng                                        | Hạng mục                                 | Được đề cử         | Kết quả   |
| ---- | -------------------------------------------------- | ---------------------------------------- | ------------------ | --------- |
| 2017 | Quốc kịch thịnh điển                               | Diễn viên được giới truyền thông đề xuất |                    | Đoạt giải |
| 2018 | Liên hoan thần tượng thường niên InStyle           | Thần tượng thế hệ mới                    |                    | Đoạt giải |
| 2019 | Kim Nhật Đầu Điều thịnh điển                       | Ngôi sao thời trang trẻ                  |                    | Đoạt giải |
| 2019 | Liên hoan phim và truyền hình Internet Kim Cốt Đóa | Bước nhảy vọt của năm                    | Ỷ Thiên Đồ Long Ký | Đoạt giải |
| 2019 | Tencent Video Star Awards                          | Diễn viên truyền hình tiềm năng của năm  |                    | Đoạt giải |
| 2020 | Tinh Quang Đại Thưởng                              | Diễn viên truyền hình tiềm năng của năm  |                    | Đoạt giải |

### Thành tích khác
- 2011: Tìm kiếm người mẫu Miss Mina
  - Quán quân
- 2012: Tôi là hoa khôi học đường
  - Top 6
- 2012: Vòng chung kết Trực tuyến Cuộc thi Hoa hậu Quốc tế Trung Quốc lần thứ 52
  - Top 8
- 2012: Super Fan Olympic Angels
  - Top 3
- 2013: Tìm kiếm 7 nàng công chúa
  - Quán quân
- 2015: Golden Piaogen Fans Carnival
  - Quán quân